# Transit 3B
Transit 3B – amerykański technologiczny satelita wojskowy, który testował system nawigacji dla okrętów podwodnych US Navy przenoszących pociski balistyczne typu UGM-27 Polaris. Wraz ze statkiem wyniesiono również satelitę LOFTI 1. Misja zakończyła się częściowym sukcesem, ponieważ LOFTI 1 nie oddzielił się od Transita, ani od ostatniego członu rakiety. Statki otrzymały przez to orbitę eliptyczną, co skróciło ich żywotność do 37 dni.
Satelita miał również prowadzić badania geodezyjne. Służyć miał ku temu transponder systemu geodezyjnego SECOR (ang. SEquential COllation of Range).
Statki funkcjonowały prawidłowo, jednak będąc połączone nie mogły zostać użyte do zaplanowanych celów.
Misję finansowało Naval Research Laboratory (NRL) z ramienia US Navy. Statek zbudowało NRL i Johns Hopkins University.

## Budowa i działanie
Statek był kulą o średnicy 0,914 m. Posiadał 6600 ogniw słonecznych ładujących akumulatory Ag i NiCd. Statek posiadał system zmniejszający prędkość obrotową (do 10 obr./min.) – wypuszczał dwa ciężarki umieszczone na długim drucie, które po zmniejszeniu ruchu wirowego, były odrzucane. Posiadał pamięć stała. Dane mógł przesyłać również w czasie rzeczywistym.
Satelita pracował na częstotliwościach 224, 421 i 448 MHz.